# Purper (verfstof)

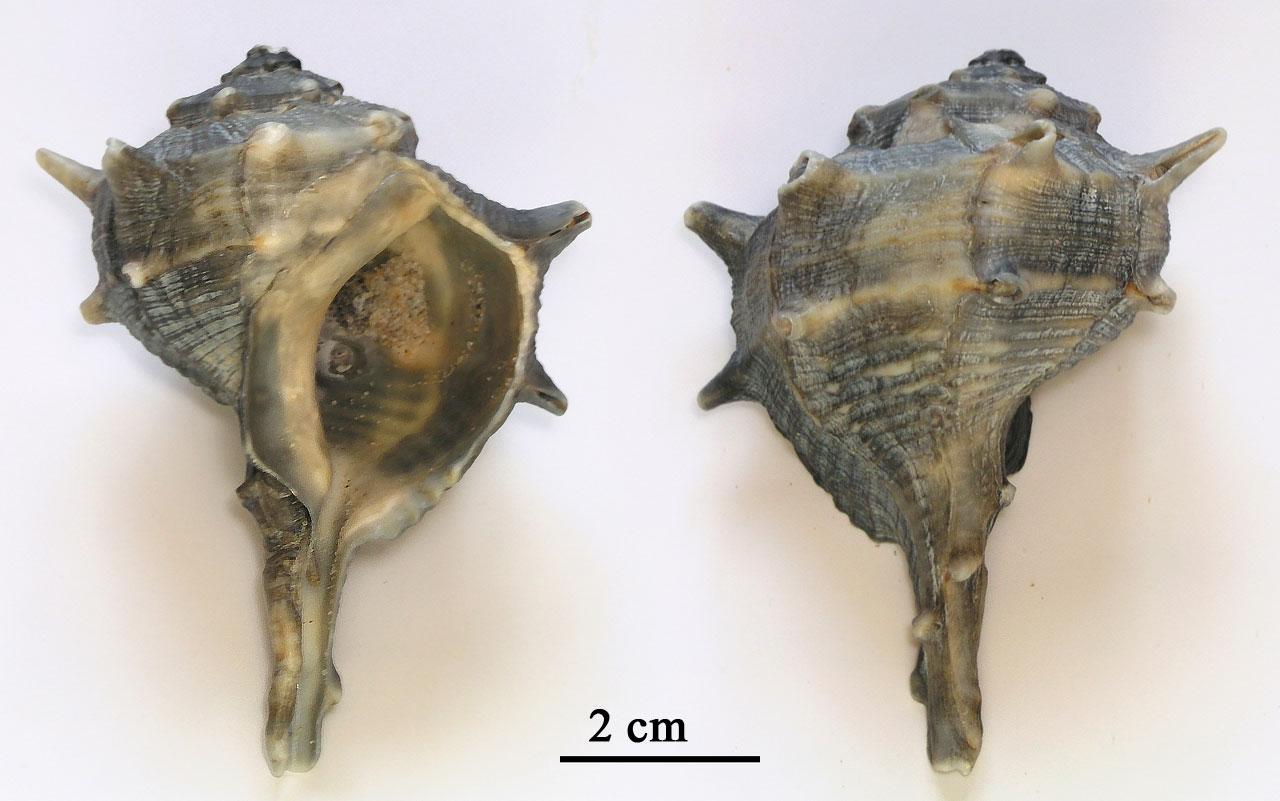
De brandhoren, waarvan de branchiale klier de kleurstof purper oplevert

Purper is een purperrode verfstof die in de Griekse oudheid door de Kretenzers, de Feniciërs, de Hebreeërs, de Romeinen en de Grieken werd gewonnen uit twee in zee levende slakkensoorten, de brandhoren (Bolinus brandaris), die door de Romeinen murex genoemd werd, en de verwante Hexaplex trunculus.
Uit deze slakken — niet te verwarren met de purperslak (Nucella lapillus) die inheems is in de Noordzee — wonnen de Feniciërs hun vermaarde verfstof Tyrisch purper — een verwijzing naar de stad Tyrus. Deze purperrode verfstof was het teken van rijkdom, smaak en aanzien en werd de traditionele koningskleur. Purperen stoffen zelf worden dikwijls ook aangeduid als "Tyrisch purper". Purper is onder andere phoinix in het Grieks (er waren ook andere namen voor deze kleurstof, zoals πορφύρα waarvan ons woord "purper" is afgeleid) en hieraan ontlenen de Feniciërs (Phoinikèioi) hun naam. Tegenwoordig weten we dat de Minoïsche beschaving op Kreta al een millennium eerder purper won.

## Productie

### Historische productie

Structuurformule van het klassieke purper

De kleurstof (het was dus géén pigment) werd gewonnen uit een kliertje (de branchiale klier) van de slak; de afgescheiden substantie is oorspronkelijk een vuilgeel, maar de stof kleurt door een proces van oxidatie — versneld door een enzymreactie onder invloed van zonlicht — binnen enkele minuten purper. Een groot aantal kliertjes werd in een pot samengevoegd, met zout gemengd en dan door koken in urine ingedikt om de (meestal wollen) stof in het mengsel te verven. Men gebruikte soms aluin als beitsmiddel om de purperen verfstof beter te laten aanhechten op de wollen en linnen weefsels, maar dat was niet noodzakelijk.
De stank die de in de open lucht door slaven continu bewaaierde rottende massa opleverde, wordt door klassieke schrijvers omschreven als onbeschrijflijk, maar die werd vermoedelijk mede veroorzaakt door de gewoonte de resten van de slak op een al even rottende hoop naast de productieplaats te werpen. De tegenstelling tussen de smerige fabricage en het "goddelijke" resultaat was een cliché metafoor in de klassieke dichtkunst, zowel voor de menselijke geslachtsgemeenschap als voor de onderliggende basis van iedere politieke macht.
Voor het verkrijgen van één pond verfmassa moeten zo'n 30 000 purperslakken opgedoken worden. Deze leveren samen maar vier gram zuivere kleurstof op. De geverfde stof was dan ook tien tot twintig keer zo duur als een hoeveelheid goud van hetzelfde gewicht. Slaven doken met een steen de diepte in, niet ongelijk aan de huidige methode om natuurlijke parels naar boven te halen. De bergen schelpen liggen er nu nog. Het sterftecijfer onder de slaven was hoog: hun skeletten zijn te vinden tussen de schelpen.

### Huidige productie

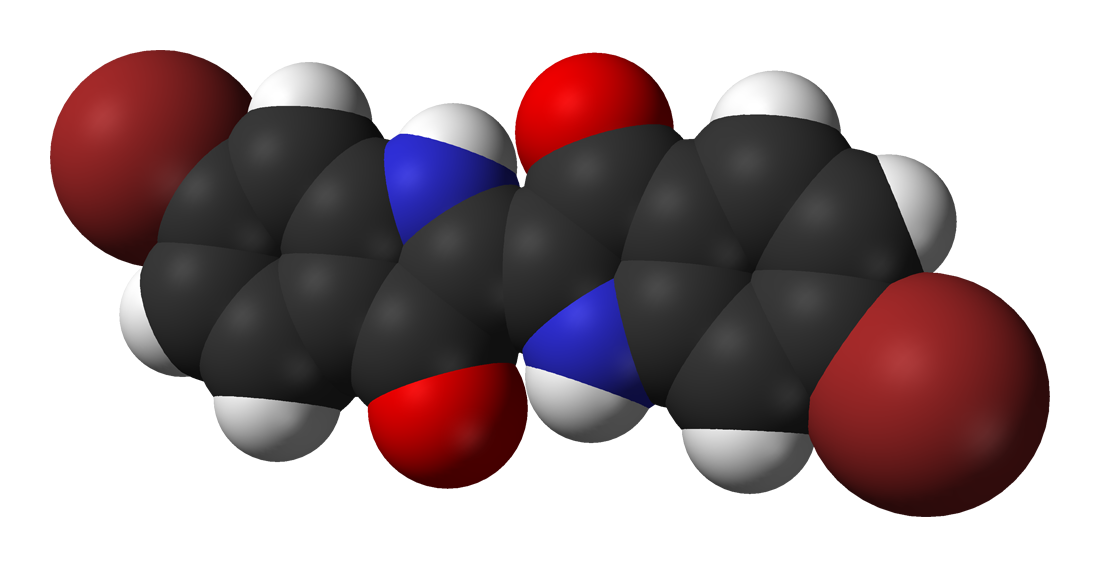
Een model van een molecuul 6,6-dibromoindigo, C16H8Br2N2O2

Tegenwoordig wordt de zuivere kleurstof nog in kleine hoeveelheden gewonnen tegen een marktprijs van 2500 euro per gram. Hoewel de kleurstof (6,6-dibromoindigo of C16H8Br2N2O2) al in 1903 gesynthetiseerd werd is er geen industriële productie.

## Kleur

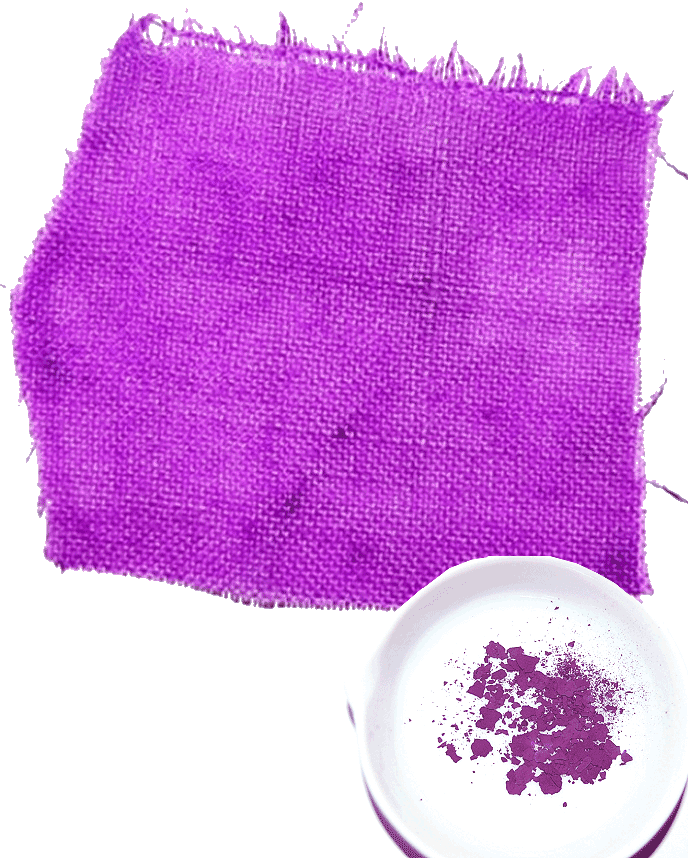
Het Tyrisch purper gewonnen uit Bolinus

De kleur varieerde doordat er verschillende soorten slakken gebruikt werden: Hexaplex trunculus leverde meer violette tot blauwe tinten en Bolinus brandaris (de brandhoren) meer roze. Deze kleurstoffen werden ook in menging gebruikt; de pure blauwe kleur uit Hexaplex gewonnen noemde men geen "purper" maar "koningsblauw". Het woord werd in het Grieks gebruikt voor de kleur van lippen, maar Aristoteles noemt in zijn Meteorologica de violette kleur van de regenboog ook purper.

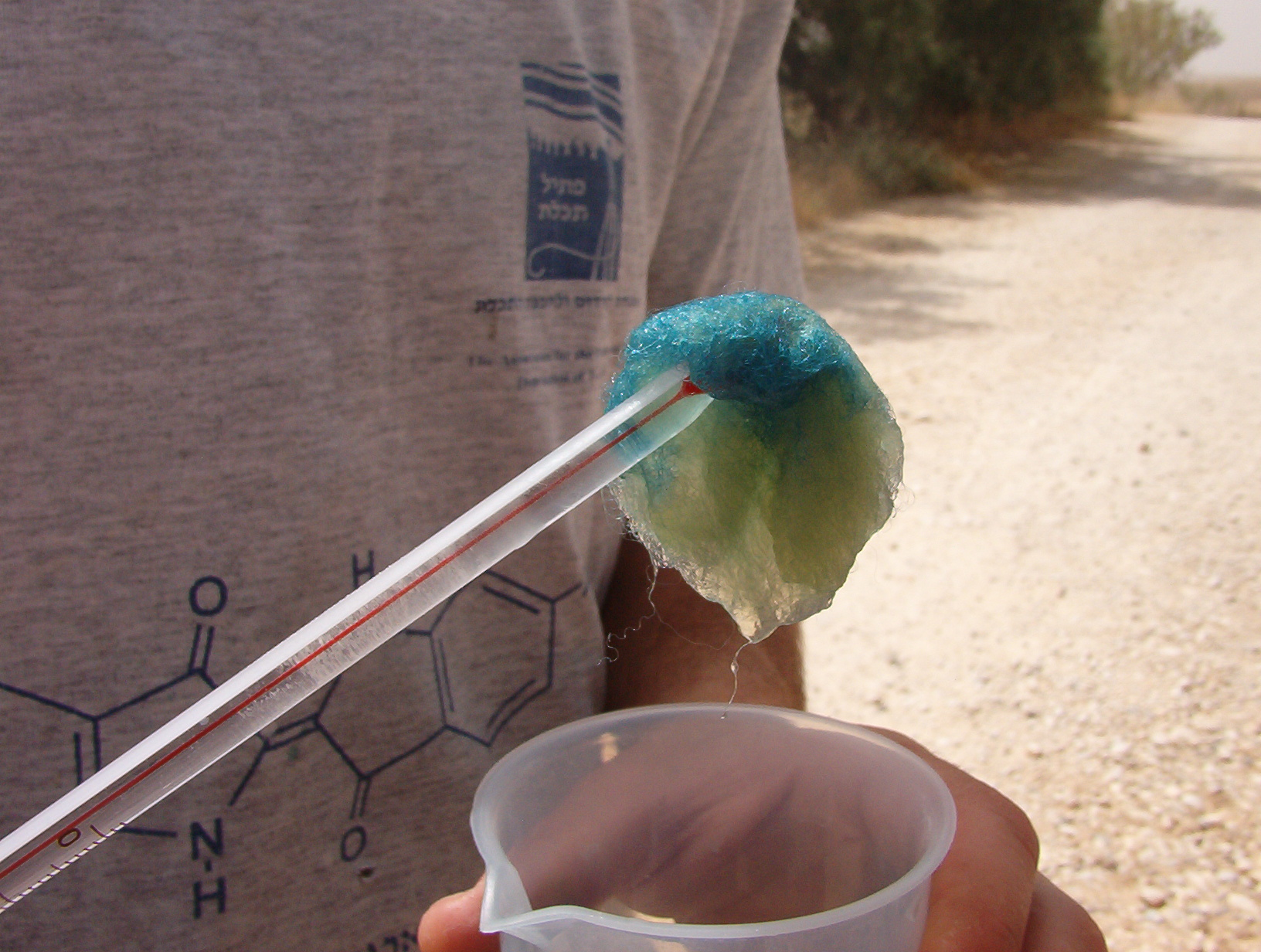
Het pure techelet koningsblauw dat Hexaplex opleverde

In de Bijbel wordt een overeenkomstig onderscheid gemaakt tussen roodpurper, sjani (שָׁנִי), meestal vertaald als "scharlaken" en blauwpurper; dat laatste kwam in twee tinten: argaman (אַרְגָּמָן), meestal als "purper" vertaald, was de donkerdere tint die een verwerking in de schaduw opleverde, en techelet (תְּכֵלֶת), meestal vertaald als "indigo", de hemelsblauwe tint die een blootstelling aan direct zonlicht veroorzaakte. De naam duidde dus kennelijk een vrij grote sector van de kleurencirkel aan. De koelere tinten waren het meest geliefd en het duurst. Er waren veel recepten in omloop voor het fabriceren van goedkopere imitaties. Die waren echter eenvoudig te herkennen aan de geringe verzadiging: het originele purper wordt omschreven als een bijzonder felle tint, die geen enkele andere verfstof in felheid zou benaderen tot in het midden van de 19e eeuw de kunstmatige kleurstoffen ontwikkeld zouden worden.
Op afbeeldingen uit de klassieke oudheid van purperen kledij is de kleur echter meer gedempt. Ten dele wordt dit veroorzaakt doordat die afbeeldingen zelf typisch geen purper bevatten maar een imitatiepigment. Een andere oorzaak is dat de duurste stoffen sterker en dus duurzamer gekleurd werden waardoor de kleur minder intens werd en veranderde in een voornaam maar gedekter bloedrood of donkerpaars.

## Prestige

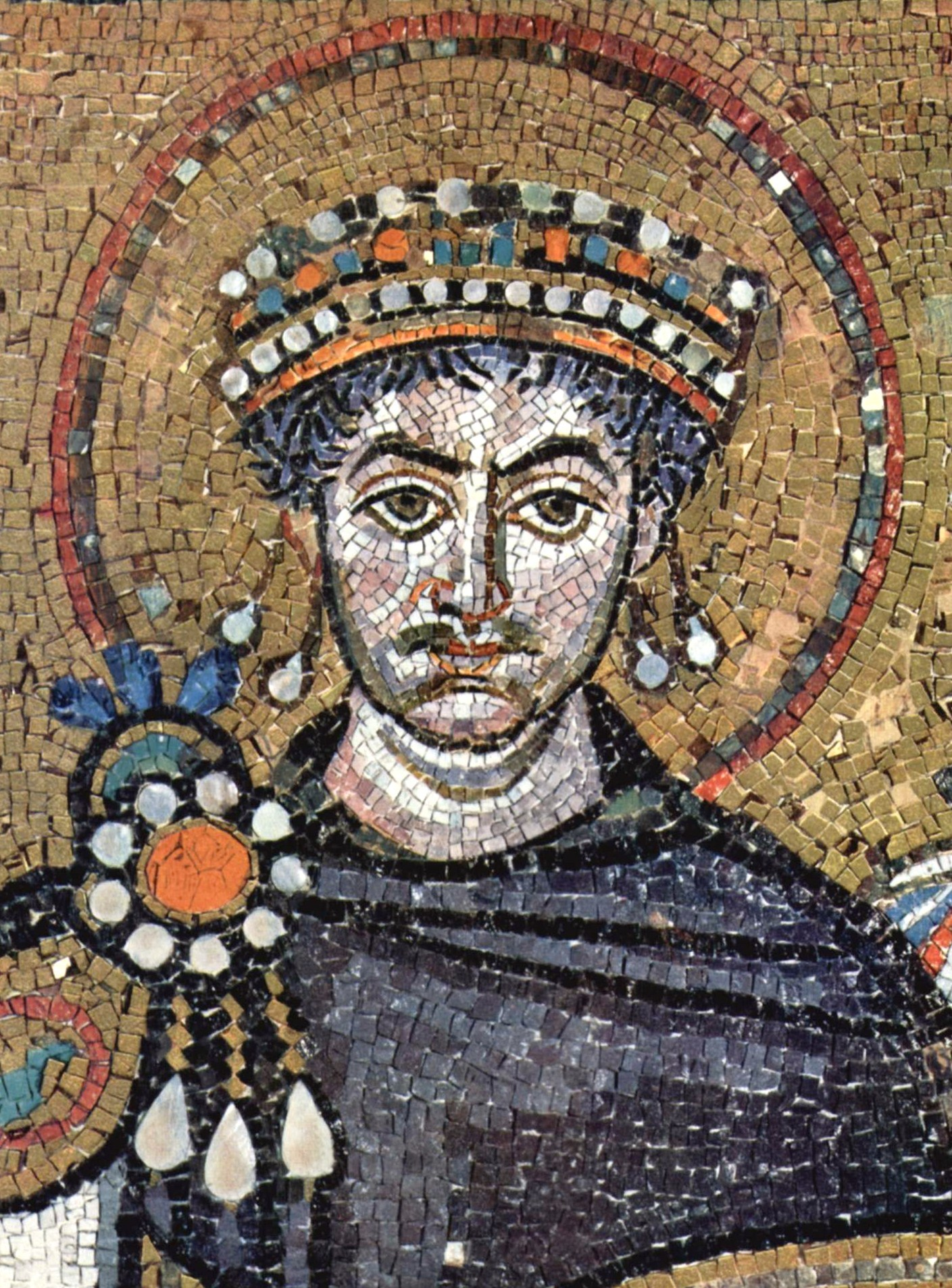
Keizer Justinianus in een purperen mantel; de meeste bewaard gebleven afbeeldingen uit de klassieke oudheid tonen een purper van lage verzadiging

In Fenicië zelf, in Hellas, het Perzische Rijk en in het latere Egypte was de dure purperstof voorbehouden aan mannen van hoge status; in Perzië gaf het ook de rang van een officier aan.
In het Romeinse Rijk onderscheidden de senatoren en andere ambtsdragers zich door het aantal purperen stroken op hun toga. Julius Caesar was de eerste die zich als teken van zijn oppergezag in een volledig purperen toga hulde. Een eeuw later werd de kleur al zo sterk met het keizerschap geassocieerd dat Keizer Nero op straffe des doods bepaalde dat enkel de keizer, senatoren en priesters de Tyrische kleur (en daarvan vermoedelijk de meer violette tint) mochten dragen, een voorrecht dat door verschillende latere keizers bevestigd werd. Alleen de princeps droeg een volledig purperen mantel.
Het zich met zo'n mantel hullen door een ander was een daad van openlijke rebellie, een teken dat men een poging wilde wagen tot usurpatie en had dezelfde lading als tegenwoordig een kroning. De soldaten die Jezus Christus, die beweerde dat Hij koning was, bespotten, lieten hem een purperen mantel dragen. Overigens werd het verbod meestal niet gehandhaafd tegen vrouwen en omsloeg men ook godenbeelden met purperen mantels zodat de purperfabricage niet te lijden had.

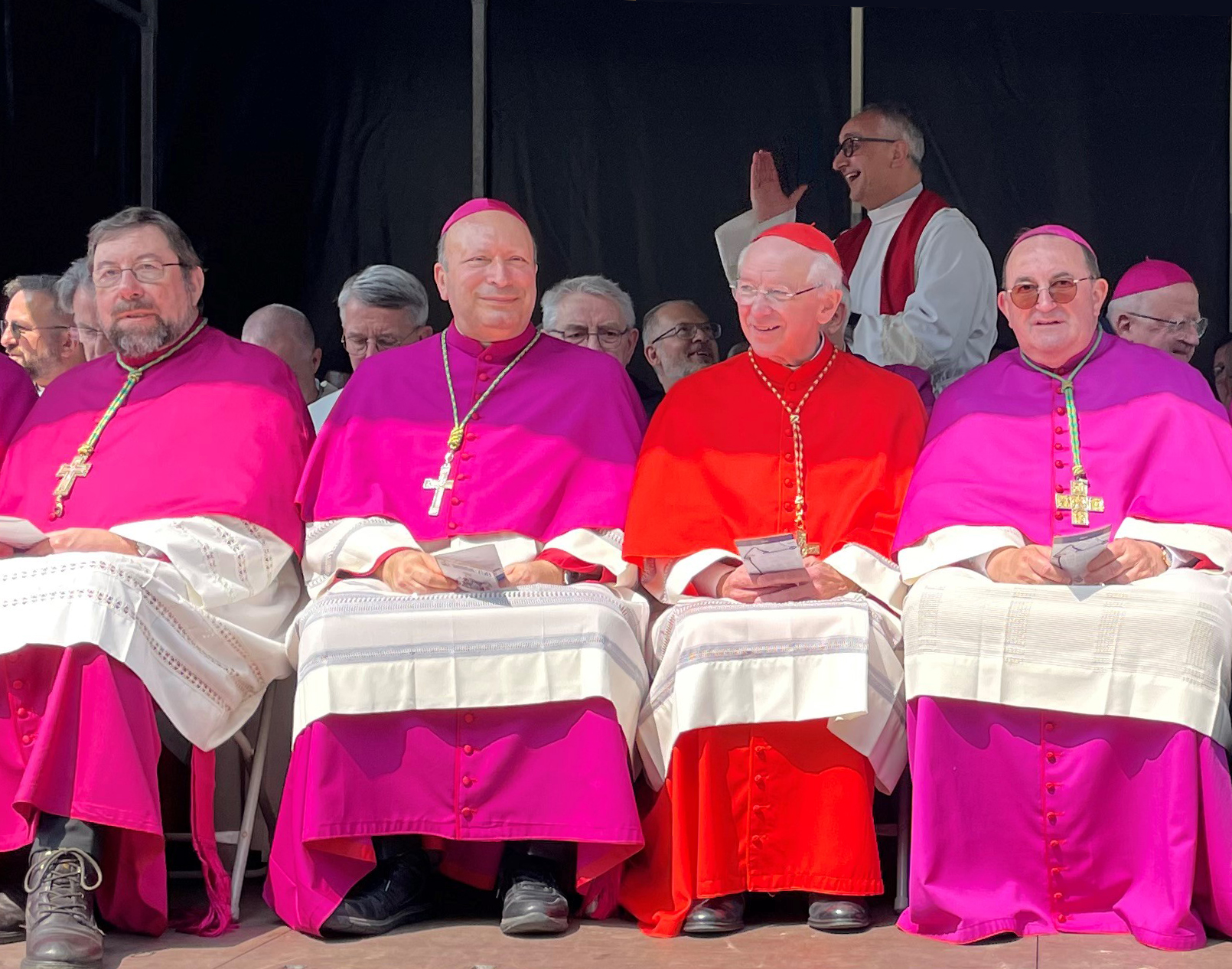
Twee Belgische bisschoppen en een apostolische nuntius in het purper en een kardinaal in het scharlaken

In de hele Oudheid zou de roem van het purper en de vaardigheid waarmee de Feniciërs de stoffen met die kleur bewerkten, onaangetast blijven. In de Middeleeuwen behield de kleur in het Byzantijnse Rijk zijn status zodat gewone mensen het niet mochten dragen, maar er was een vrij grote export van purperen stoffen. Net zoals vroeger godenbeelden werden nu heiligenbeelden met purperen mantels omhangen. In het Arabische Rijk verdween de purperfabricage echter grotendeels in de 8e eeuw.
In het westen werden goedkopere rode kleurstoffen gebruikelijk voor geestelijke en wereldlijke hoogwaardigheidsbekleders, hoewel er aan de Atlantische Oceaan lokaal ook wel wat purper uit de purperslak (Nucella lapillus) werd gewonnen. Toen door de val van Constantinopel in 1453 de export van echt purper afgebroken werd en er in de Pauselijke Staat aluin gevonden werd dat nodig was voor het beitsen van vervangende rode kleurstoffen als kermes en scharlaken, maakten de pauzen er een beleid van het gebruik daarvan aan te moedigen. Zo schreef Paus Paulus II vanaf 1463 voor kardinalen scharlakenrood voor, terwijl gewone bisschoppen de traditionele purperen kleur bleven dragen, zij het in een kermesimitatie. Tegenwoordig worden voor hun kledij modernere kleurstoffen gebruikt; voor het rabbinaat worden nog wel echte purperen kleden vervaardigd.